# Meux (Charente-Maritime)
Meux é uma comuna francesa na região administrativa da Nova Aquitânia, no departamento de Charente-Maritime. Estende-se por uma área de 8,23 km². Em 2010 a comuna tinha 322 habitantes (densidade: 39,1 hab./km²).